# جان رابز
جان رابز (به انگلیسی: Jan Rubeš) (زاده ۶ ژوئن ۱۹۲۰-درگذشته ۲۹ ژوئن ۲۰۰۹) بازیگر چکی-کانادایی بود.
از فیلم‌های معروف او می‌توان به بازی در فیلم کارشناسان، بارش برف روی سروها، فریب‌خورده، کوه شجاعت و هم‌اتاقی‌ها اشاره کرد.